# William MacDonald (Schauspieler)
William „Bill“ MacDonald ist ein kanadischer Schauspieler. In über 30 Jahren als Schauspieler wirkte er in über 200 Fernseh-, Film- und Theaterproduktionen mit.

## Leben
MacDonald wirkte ab Ende der 1980er Jahre in Film- und Fernsehproduktionen mit. Anfänglich wurde er auch als McDonald geführt. 1998 übernahm er im Horrorfilm Schau nie nach unten! Die Angst am Abgrund die Rolle des Ben. 
2004 spielte er im Fernsehfilm Fatal Lessons die Rolle des Daniel Eliot. 
2006 wurde mit ihm die Rolle des Cruikshank im Film Final Days – Die letzten Tage der Menschheit besetzt. Außerdem war er unter anderen in Vulkanausbruch in New York in der Nebenrolle eines Werksdirektor zu sehen. Im selben Jahr war er im Katastrophenfernsehfilm Eiskalt wie die Hölle in der Rolle des Dempsy und in Hollow Man 2 als Col. Gavin Bishop zu sehen. Im Folgejahr wirkte er als Sheriff Devlin im Film Alien Agent mit. Er verkörperte die Rolle des Gary Holden in der Fernsehserie Travelers – Die Reisenden von 2016 bis 2018 in insgesamt neun Episoden. Von 2018 bis 2019 stellte er die Rolle des Warden Norton in der Fernsehserie Riverdale dar.
Er ist Vater einer Tochter.

## Filmografie (Auswahl)
- 1989: Violent Zone
- 1989: Zurück in die Vergangenheit (Quantum Leap, Fernsehserie, Episode 2x01)
- 1990: Powerplay
- 1990: MacGyver (Fernsehserie, Episode 6x06)
- 1990: Das Psycho-Dezernat (Broken Badges, Fernsehserie, Episode 1x02)
- 1991: Reine Glückssache (Pure Luck)
- 1991: Ich war ein Playmate (Posing: Inspired by Three Real Stories, Fernsehfilm)
- 1993: Two Brothers, a Girl and a Gun
- 1993–1998: Akte X – Die unheimlichen Fälle des FBI (The X-Files, Fernsehserie, 5 Episoden, verschiedene Rollen)
- 1994: Defenceless – Ausgeliefert (Sin and Redemption, Fernsehfilm)
- 1995: Der Marshal (The Marshal, Fernsehserie, 3 Episoden)
- 1995: Sliders – Das Tor in eine fremde Dimension (Sliders, Fernsehserie, Episode 1x02)
- 1995–2001: Outer Limits – Die unbekannte Dimension (The Outer Limits, Fernsehserie, 3 Episoden, verschiedene Rollen)
- 1996: Verraten & verkauft (Captive Heart: The James Mink Story, Fernsehfilm)
- 1996: Poltergeist – Die unheimliche Macht (Poltergeist: The Legacy, Fernsehserie, Episode 1x05)
- 1996: Killer Cops – Mörder in Uniform (Gang in Blue, Fernsehfilm)
- 1996: Groomed (Kurzfilm)
- 1996–1998: Millennium – Fürchte deinen Nächsten wie Dich selbst (Millennium, Fernsehserie, 2 Episoden, verschiedene Rollen)
- 1997: Contagious (Fernsehfilm)
- 1997: Der Sentinel – Im Auge des Jägers (The Sentinel, Fernsehserie, Episode 2x22)
- 1997: Asteroidenfeuer – Die Erde explodiert (Doomsday Rock, Fernsehfilm)
- 1997: Barbecue: A Love Story
- 1997: White Cloud, Blue Mountain (Kurzfilm)
- 1997: Barnone
- 1997–1998: Dead Man's Gun (Fernsehserie, 2 Episoden, verschiedene Rollen)
- 1998: Viper (Fernsehserie, Episode 3x13)
- 1998: The Wonderful World of Disney (Fernsehserie, Episode 40x22)
- 1998: Die Schreckensfahrt der Orion Star (Voyage of Terror)
- 1998: Tears of a Lotus (Kurzfilm)
- 1998: Auf dem Rasen ist die Hölle los (Golf Punks)
- 1998: Rupert's Land
- 1998: The Vigil
- 1998: Schau nie nach unten! Die Angst am Abgrund (Don't Look Down, Fernsehfilm)
- 1998: Da Vinci’s Inquest (Fernsehserie, Episode 1x05)
- 1998: Curiously Dead
- 1998: Black Heart
- 1998–2001:  Auf kalter Spur (Cold Squad, Fernsehserie, 2 Episoden, verschiedene Rollen)
- 1999: The Crow – Die Serie (The Crow: Stairway to Heaven, Fernsehserie, Episode 1x15)
- 1999: Geheimprojekt X – Dem Bösen auf der Spur (Strange World, Fernsehserie, Episode 1x01)
- 1999: Night Man (Fernsehserie, 2 Episoden)
- 1999: Dudley Do – Right
- 1999: Keys to Kingdoms (Kurzfilm)
- 2000: Land der Gesetzlosen (The Virginian, Fernsehfilm)
- 2000: Romeo Must Die
- 2000: Stummer Schrei – Und keiner kann dir helfen (The Spiral Staircase, Fernsehfilm)
- 2000: Virtual Reality – Kampf ums Überleben (Virtual Reality, Fernsehserie, Episode 1x06)
- 2000: Protection
- 2000: Call of the Wild (Fernsehserie, 13 Episoden)
- 2001: The Rhino Brothers
- 2002: Free
- 2002: Breaking News (Fernsehserie, Episode 1x07)
- 2003: Dead Zone (Fernsehserie, Episode 2x10)
- 2003: Dead Like Me – So gut wie tot (Dead Like Me, Fernsehserie, Episode 1x01)
- 2003: Betraying Reason
- 2003: The Delicate Art of Parking
- 2003: The Snow Walker – Wettlauf mit dem Tod (The Snow Walker)
- 2003: Wicked Game – Ein böses Spiel (Water’s Edge)
- 2003: Tru Calling – Schicksal reloaded! (Tru Calling, Fernsehserie, Episode 1x05)
- 2004: Smallville (Fernsehserie, Episode 3x10)
- 2004: Kingdom Hospital (Fernsehserie, Episode 1x01)
- 2004: Fatal Lessons (Fatal Lessons: The Good Teacher , Fernsehfilm)
- 2004: The Collector (Fernsehserie, Episode 1x07)
- 2004: Shelf Life
- 2004: A Beachcombers Christmas (Fernsehfilm)
- 2004: Human Cargo (Miniserie, 3 Episoden)
- 2005: The Colt – Entscheidung im Bürgerkrieg (The Colt, Fernsehfilm)
- 2005: Personal Effects (Fernsehfilm)
- 2005: Stargate Atlantis (Stargate: Atlantis, Fernsehserie, Episode 2x14)
- 2006: Vulkanausbruch in New York (Disaster Zone: Volcano in New York, Fernsehfilm)
- 2006: Final Days – Die letzten Tage der Menschheit (Final Days of Planet Earth, Fernsehfilm)
- 2006: Slither – Voll auf den Schleim gegangen (Slither)
- 2006: Eiskalt wie die Hölle (Absolute Zero, Fernsehfilm)
- 2006: Hollow Man 2
- 2006: Circumference (Kurzfilm)
- 2006: The Obsession (Fernsehfilm)
- 2006: Blade – Die Jagd geht weiter (Blade: The Series, Fernsehserie, 3 Episoden)
- 2006: Mount Pleasant
- 2006: To Have and to Hold (Fernsehfilm)
- 2007: White Noise: Fürchte das Licht (White Noise 2: The Light)
- 2007: Alien Agent
- 2007: Psych (Fernsehserie, Episode 2x06)
- 2007: Intelligence (Fernsehserie, Episode 2x04)
- 2007: Hybrid (Fernsehfilm)
- 2008: Donald Strachey: Mord auf der anderen Seite (On the Other Hand, Death)
- 2008: Samurai Girl (Miniserie, Episode 1x01)
- 2008: Crime
- 2008: Run Rabbit Run
- 2008: Die Feuerspringer – Sie kennen keine Angst (Trial by Fire, Fernsehfilm)
- 2008: Mail Order Bride (Fernsehfilm)
- 2008: The Guard (Fernsehserie, Episode 2x07)
- 2008: Under (Fernsehfilm)
- 2009: Northern Lights (Fernsehfilm)
- 2009: Storm Seekers (Fernsehfilm)
- 2009: Overture & Beginners (Kurzfilm)
- 2009: Desperate Escape (Fernsehfilm)
- 2009: Supernatural (Fernsehserie, Episode 5x08)
- 2010: Take Down – Niemand kann ihn stoppen (Transparency)
- 2010: Stargate Universe (Fernsehserie, Episode 1x15)
- 2010: Blood: A Butcher's Tale
- 2010: Death Wish (Kurzfilm)
- 2011: The Listener – Hellhörig (The Listener, Fernsehserie, Episode 2x05)
- 2011: Exley
- 2012: Republic of Doyle – Einsatz für zwei (Republic of Doyle, Fernsehserie, Episode 3x08)
- 2012: Cold Blooded
- 2012: King (Fernsehserie, Episode 2x13)
- 2012: Good God (Fernsehserie, Episode 1x10)
- 2012: The L.A. Complex (Fernsehserie, Episode 2x04)
- 2012: The Phantoms (Fernsehfilm)
- 2013: Mayday – Alarm im Cockpit (Mayday, Fernsehdokuserie, Episode 12x07)
- 2013: Copper – Justice is brutal (Copper, Fernsehserie, Episode 2x07)
- 2013: Carrie
- 2014: Bomb Girls: Facing the Enemy (Fernsehfilm)
- 2014: The Captive – Spurlos verschwunden (The Captive)
- 2014: Rookie Blue (Fernsehserie, Episode 5x02)
- 2015: Saving Hope (Fernsehserie, Episode 3x16)
- 2015: Haven (Fernsehserie, Episode 5x15)
- 2015: Hemlock Grove (Fernsehserie, Episode 3x01)
- 2016: Rogue (Fernsehserie, 2 Episoden)
- 2016: The Romeo Section (Fernsehserie, Episode 2x04)
- 2016: Supernatural (Fernsehserie, Episode 12x04)
- 2016–2018: Travelers – Die Reisenden (Travelers, Fernsehserie, 9 Episoden)
- 2017: Fixer Upper Mysteries (Fernsehserie, Episode 1x02)
- 2018: Emma Fielding Mysteries (Miniserie, Episode 1x02)
- 2018: Summer of 84
- 2018: The Crossing (Fernsehserie, Episode 1x06)
- 2018: Garage Sale Mysteries (Fernsehserie, Episode 1x14)
- 2018: Rabbit
- 2018–2019: The Good Doctor (Fernsehserie, 2 Episoden)
- 2018–2019, 2023: Riverdale (Fernsehserie, 19 Episoden)
- 2019: Unspeakable (Miniserie, 3 Episoden)
- 2019: Supergirl (Fernsehserie, Episode 4x15)
- 2019: The Terror (Fernsehserie, 3 Episoden)
- 2020: The Flash (Fernsehserie, 2 Episoden)
- 2020: Upload (Fernsehserie, Episode 1x03)
- 2021: Jemand ist in deinem Haus (There’s Someone Inside Your House)
- 2021: A Godwink Christmas: Miracle of Love (Fernsehfilm)
- 2022: Resident Alien (Fernsehserie, Episode 2x10)